# Abdullah Bin Shehan
Abdullah Bin Shehan (10 agosto 1976) è un ex calciatore saudita, di ruolo attaccante.

## Palmarès

### Club

#### Competizioni nazionali
- Coppa del Principe della Corona saudita: 3

Al-Shabab: 1999
Al-Hilal: 2003, 2005
- Campionato saudita: 1

Al-Hilal: 2004-2005
- Coppa del Principe Faysal bin Fahd: 1

Al-Hilal: 2005

#### Competizioni internazionali
- Coppa dei Campioni araba per club: 1

Al-Shabab: 1999
- Supercoppa araba: 1

Al-Shabab: 2000
- Coppa delle Coppe dell'AFC: 1

Al-Shabab: 2000-2001